# José Enaldo Rodrigues de Siqueira
José Enaldo Rodrigues de Siqueira GCMM (Rio de Janeiro, 19 de maio de 1932) é um general-de-exército da reserva do Exército Brasileiro.
Graduou-se aspirante-a-oficial de infantaria em 1953, na Academia Militar das Agulhas Negras (AMAN).
Ao longo de sua vida militar exerceu, entre outras, as funções de Instrutor da AMAN e da Escola de Comando e Estado-Maior do Exército (ECEME). Como Oficial Superior foi Subchefe e Chefe do Gabinete da Secretaria-Geral do Conselho de Segurança Nacional, Chefe da Seção de Planejamento Operacional do Estado-Maior do Exército e comandou a Escola Preparatória de Cadetes do Exército (EsPCEx), entre 23 de junho de 1979 e 18 de julho de 1981.
Como oficial-general, foi Chefe do Estado-Maior do Comando Militar da Amazônia, Comandante da 12.ª Brigada de Infantaria Leve (Aeromóvel), Diretor do Ensino Preparatório e Assistencial, Diretor de Formação e Aperfeiçoamento, Subcomandante e Subdiretor de Estudos da Escola Superior de Guerra, Vice-Chefe e Chefe do Departamento de Engenharia e Comunicações e Secretário de Ciência e Tecnologia.
Admitido à Ordem do Mérito Militar, foi promovido ao grau de Grande-Oficial ordinário em 1991 e a Grã-Cruz em 1995.
Foi posteriormente nomeado Ministro do Superior Tribunal Militar (STM), onde se aposentou em 2002.